# Sant Genís de Fontanes (monestir)
El monestir de Sant Genís de Fontanes, o Sant Miquel de Sant Genís de Fontanes, és l'actual església parroquial de la localitat rossellonesa de Sant Genís de Fontanes a la Catalunya del Nord. Fou un monestir benedictí romànic entre el segle ix i el XVIII. Actualment no hi ha monjos a l'abadia des de la Revolució Francesa, però els edificis es mantenen, sobretot l'església i el claustre. La majoria dels altres edificis han esdevingut propietats privades.
Està situat en el centre del nucli vell del poble del mateix nom del monestir, poble que es va formar a partir i a l'entorn del monestir.

## Història

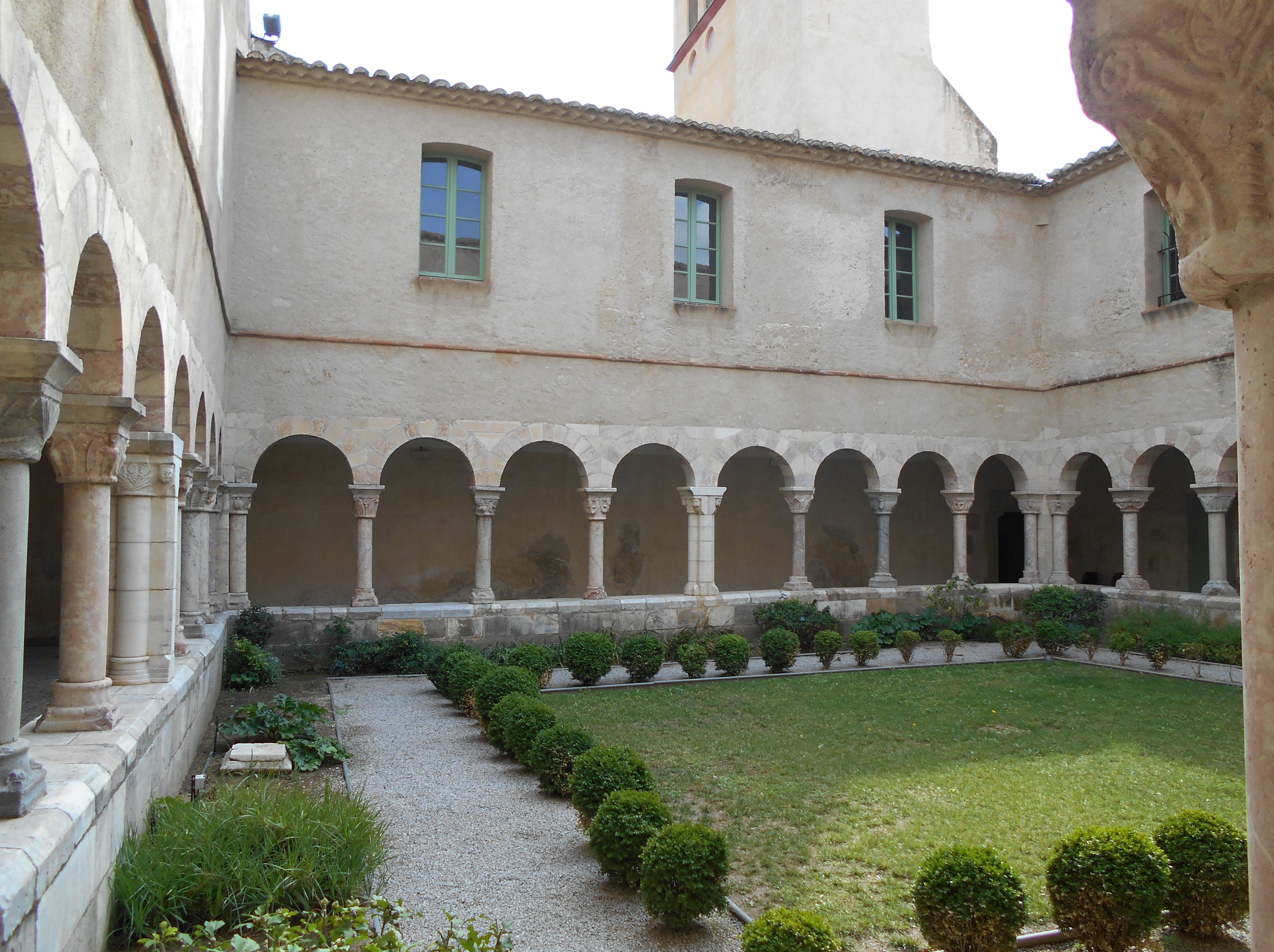
Al fons, ala meridional del claustre

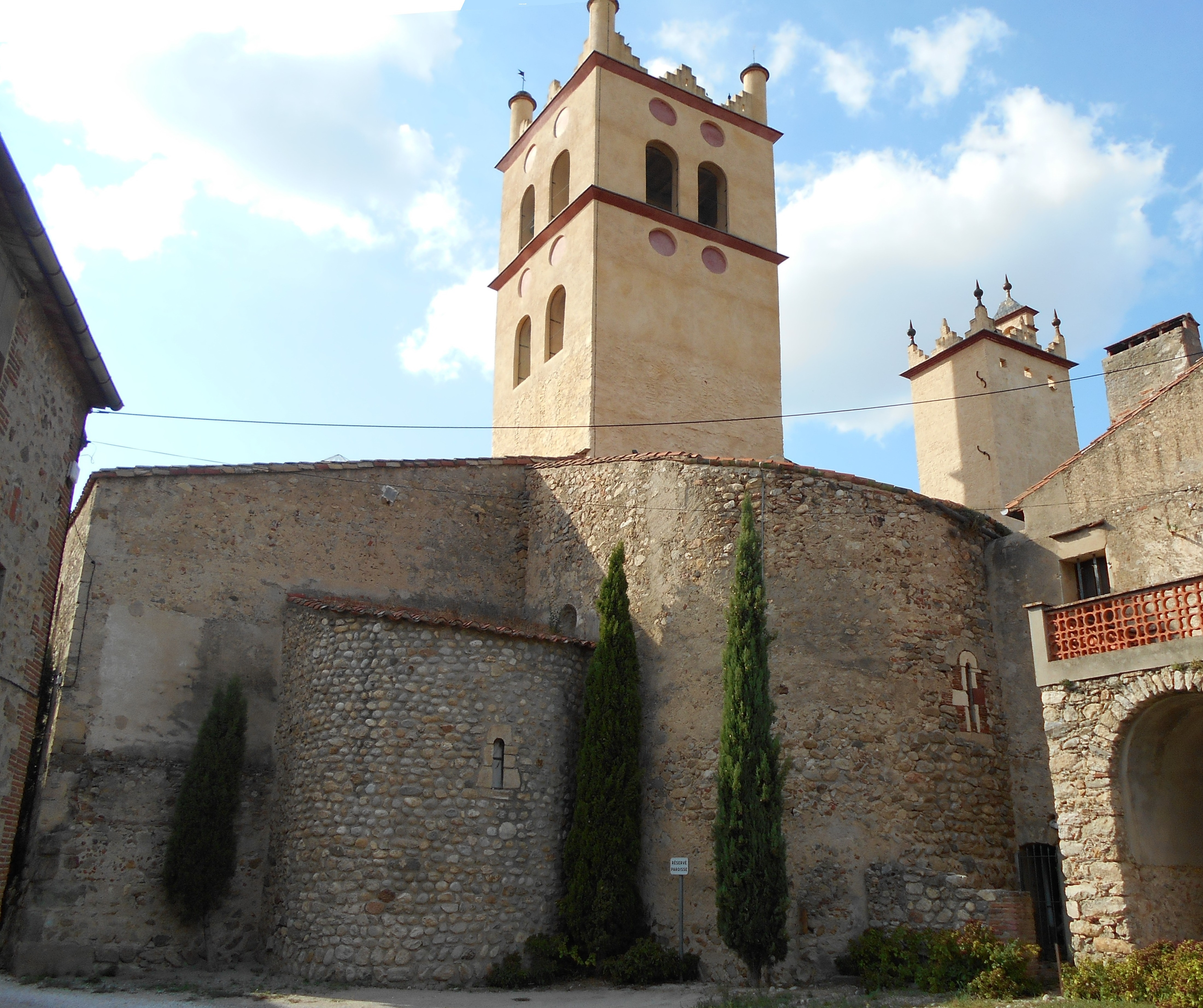
Capçalera de l'església

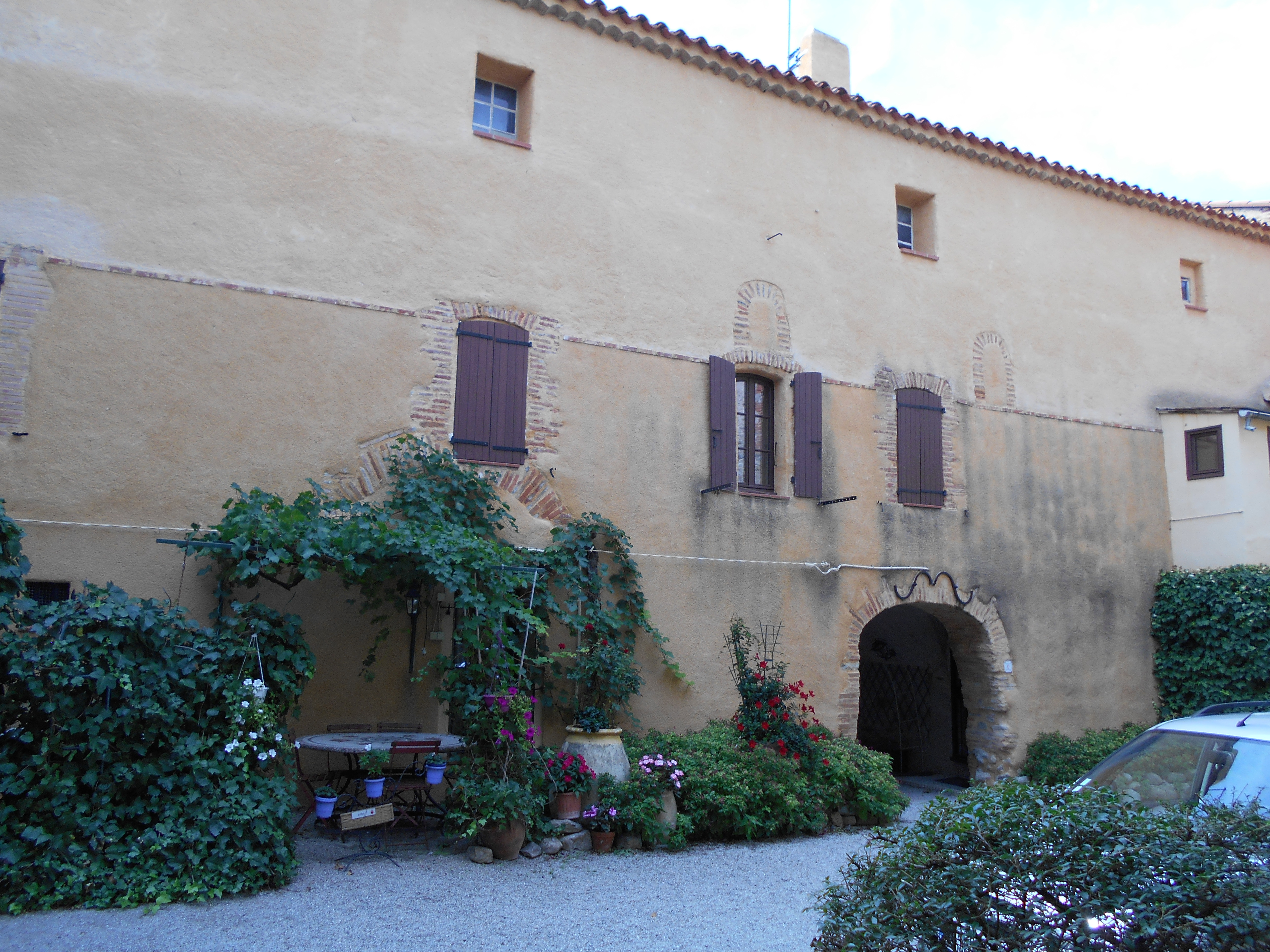
Pati de l'abadia

Un precepte d'immunitat que Lluís el Pietós va emetre l'any 819 a favor de Sant Genís de Fontanes ens permet saber que al voltant de l'any 800 un home religiós anomenat Sentimi o Sentimir va construir al seu càrrec diverses cel·les i edificis "des dels seus fonaments" i va reunir altres homes perquè fossin monjos i conreessin la terra, plantant vinyes i oliveres. Durant el segle ix es van continuar emetent altres preceptes reals de confirmació i immunitat a favor de la comunitat de Sant Genís de Fontanes.
El 858, l'abadia va ser saquejada pels normands. Després d'aquesta destrucció, l'emperador Lotari va emetre el 9 de juliol deL 981 un document en el qual es declarava benefactor i restaurador del monestir. A partir d'aquell moment les possessions del cenobi van anar augmentant fins a arribar a posseir propietats al Conflent i a la Cerdanya. El 1068 el comte Gausfred II del comtat del Rosselló va prendre el monestir sota la seua protecció.
El nou edifici fou consagrat el 1127 pels bisbes Pere Bernat d'Elna i Arnau de Carcassona; a partir d'aquell moment els comtes de Rosselló i els reis de la Corona d'Aragó van protegir el monestir. La reconstrucció fou feta amb la reutilització d'elements decoratius d'època anterior, igual com va succeir a Sant Andreu de Sureda. Amb la protecció del comte de Rosselló i dels reis de la Corona d'Aragó, el monestir de Sant Genís de Fontanes va gaudir d'un bon manteniment durant els segles xiii i xiv, segles en què va mantenir una gran importància.
La importància de Sant Genís es va perllongar durant els segles xiii i xiv, però el segle següent va començar a decaure. A partir de 1507 el papa Juli II l'uní al monestir de Montserrat, i aleshores s'anaren succeint els abats comendataris procedents de Montserrat. Durant les guerres dels segles XV i XVI, els abats de Sant Genís es van mantenir fidels a la Corona d'Aragó. A principis del XVI, aquest monestir, seguint els passos del de Montserrat, va ser adherit a la Congregació de Valladolid. A partir del Tractat dels Pirineus, del 1659, quan el Rosselló va passar a dependre de França, no es va permetre la residència d'abats no natius del territori francès, però la vinculació d'aquest monestir amb la comunitat mare de Montserrat li va evitar la decadència. Només es va extingir, i de manera forçada, a causa de la Revolució Francesa, moment en què es va acabar la vida monacal a Sant Genís de Fontanes.
Els béns de l'abadia foren venuts el 1796 i els espais van passar a ser utilitzats per a activitats agrícoles lligades a la vinya. Llevat de l'església, que va passar a ser la parroquial del poble el 1850, el monestir va ser venut a diversos propietaris locals. La major part del claustre, no protegit, es va entre el 1924 i 1926; va passar al mercat antiquari i, com a conseqüència, a mans particulars. Només en va quedar al seu lloc, i dins d'una casa particular, l'angle sud-est.
Entre el 1970 i el 1985, la Municipalitat de Sant Genis de Fontanes emprengué la recomposició del seu Patrimoni cultural amb l'ajuda de l'ASVAC (Associació per la Salvaguarda dels Valors Arqueològics i Culturals). Grácies a esforços combinats i constants, les pedres es van reinstal·lar en el seu emplaçament original. El claustre recuperat i restaurat es va inaugurar el 1988. A partir del 1987, s'havien fet les importants obres de restauració que permeteren de reconstituir les voltes, plafons i arestes d'angle de les ales inferiors del claustre. Així, s'ha anat actuant per tal de recuperar les dependències del monestir per a ús públic. El claustre fou el primer que es recuperà per a les visites culturals, i l'any 2002 es va obrir per a exposicions temporals d'art l'ala superior del claustre. D'altres espais s'han adequat per als serveis de turisme i d'entitats culturals.

## L'església abacial

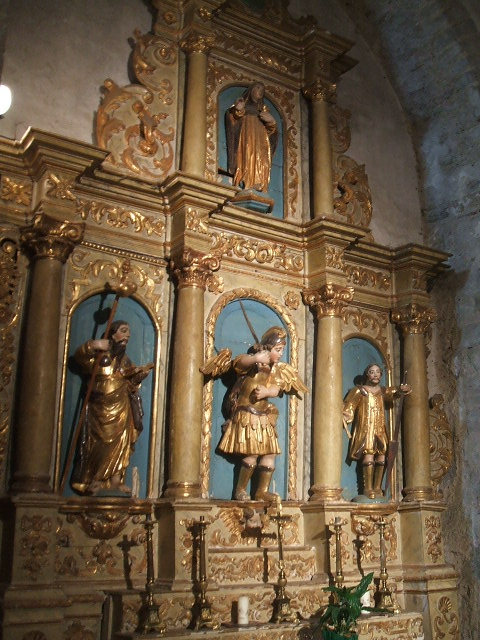
Retaule de Sant Miquel.

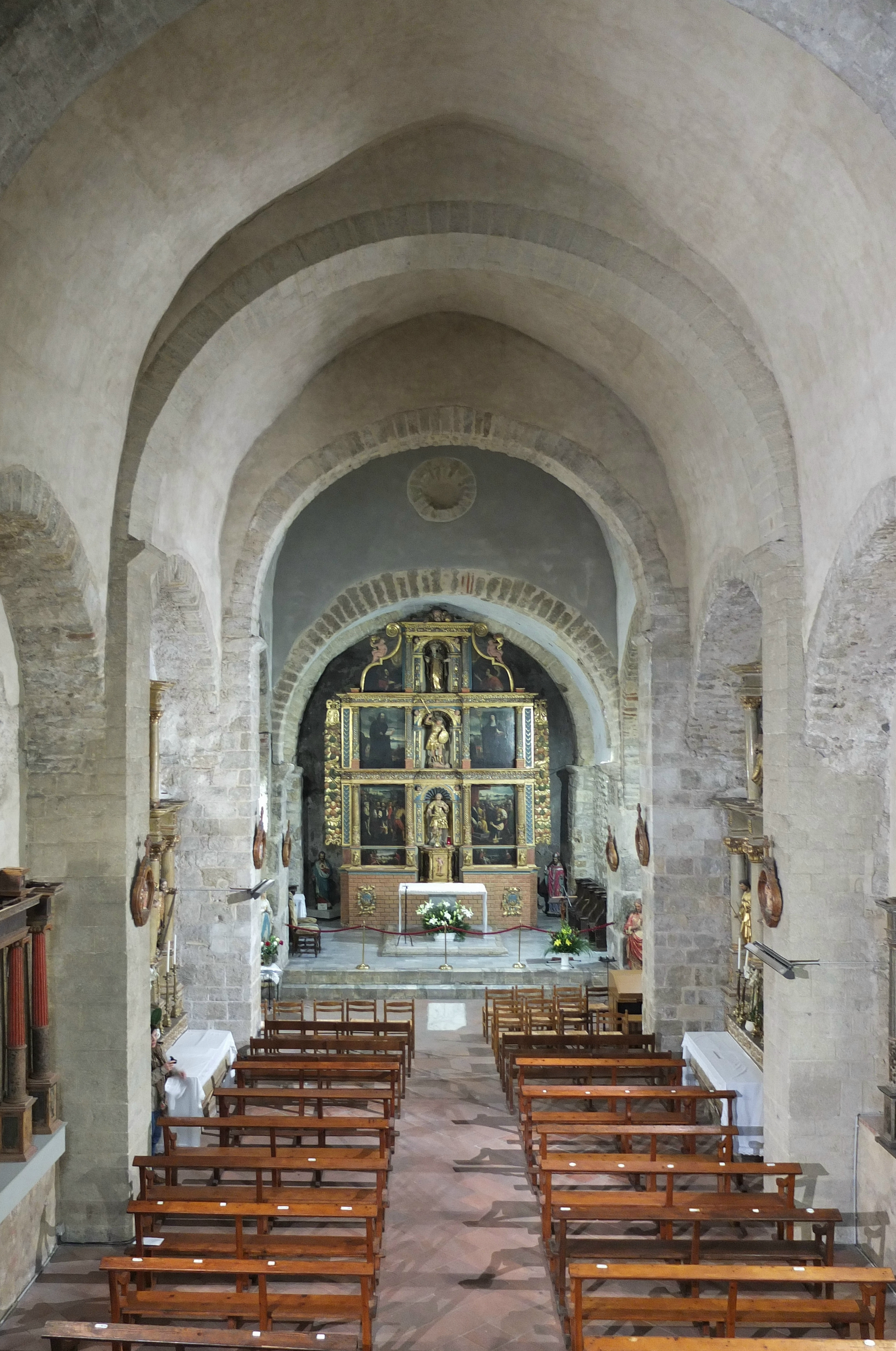
Interior de l'església

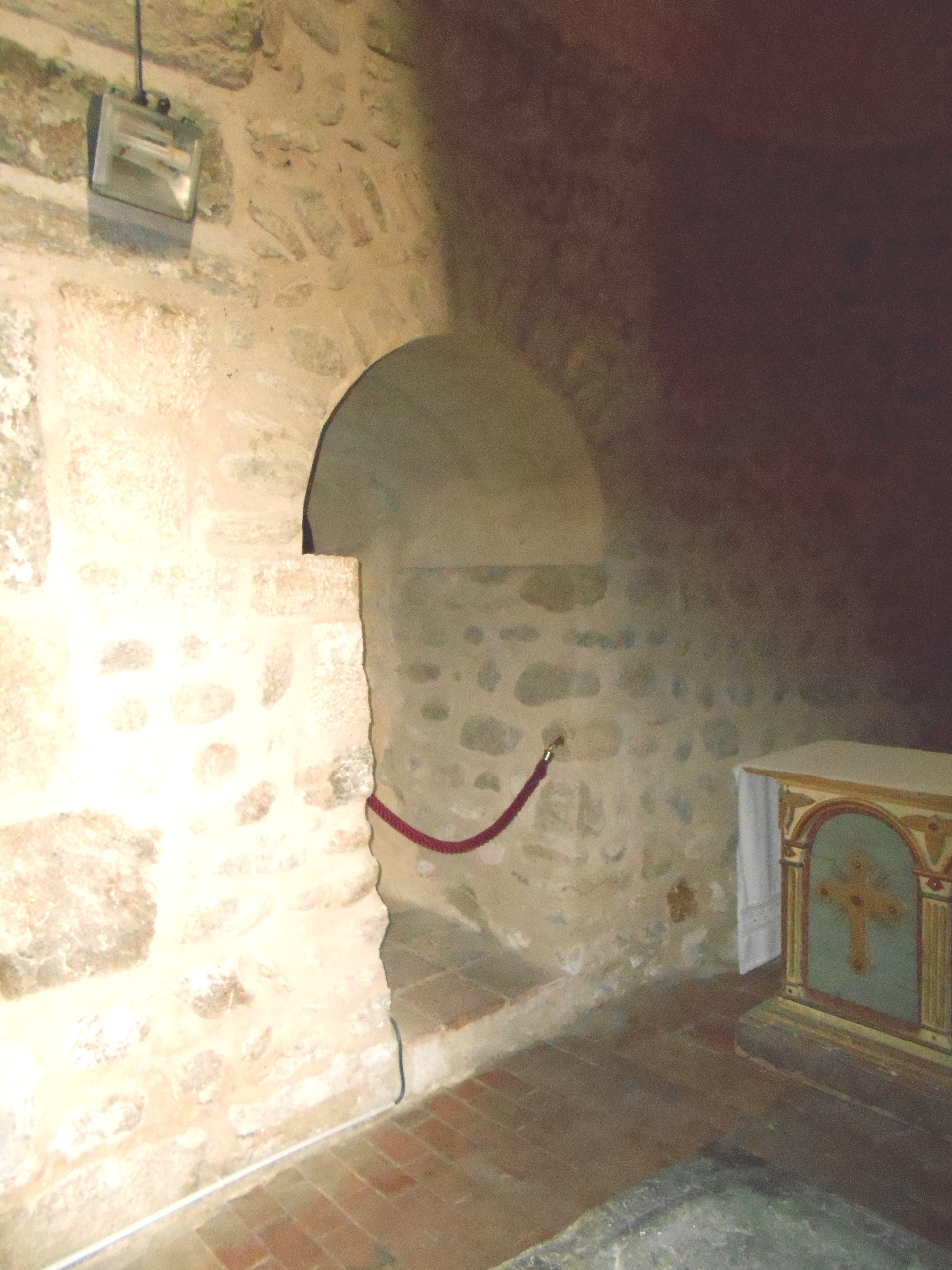
Pas entre absis

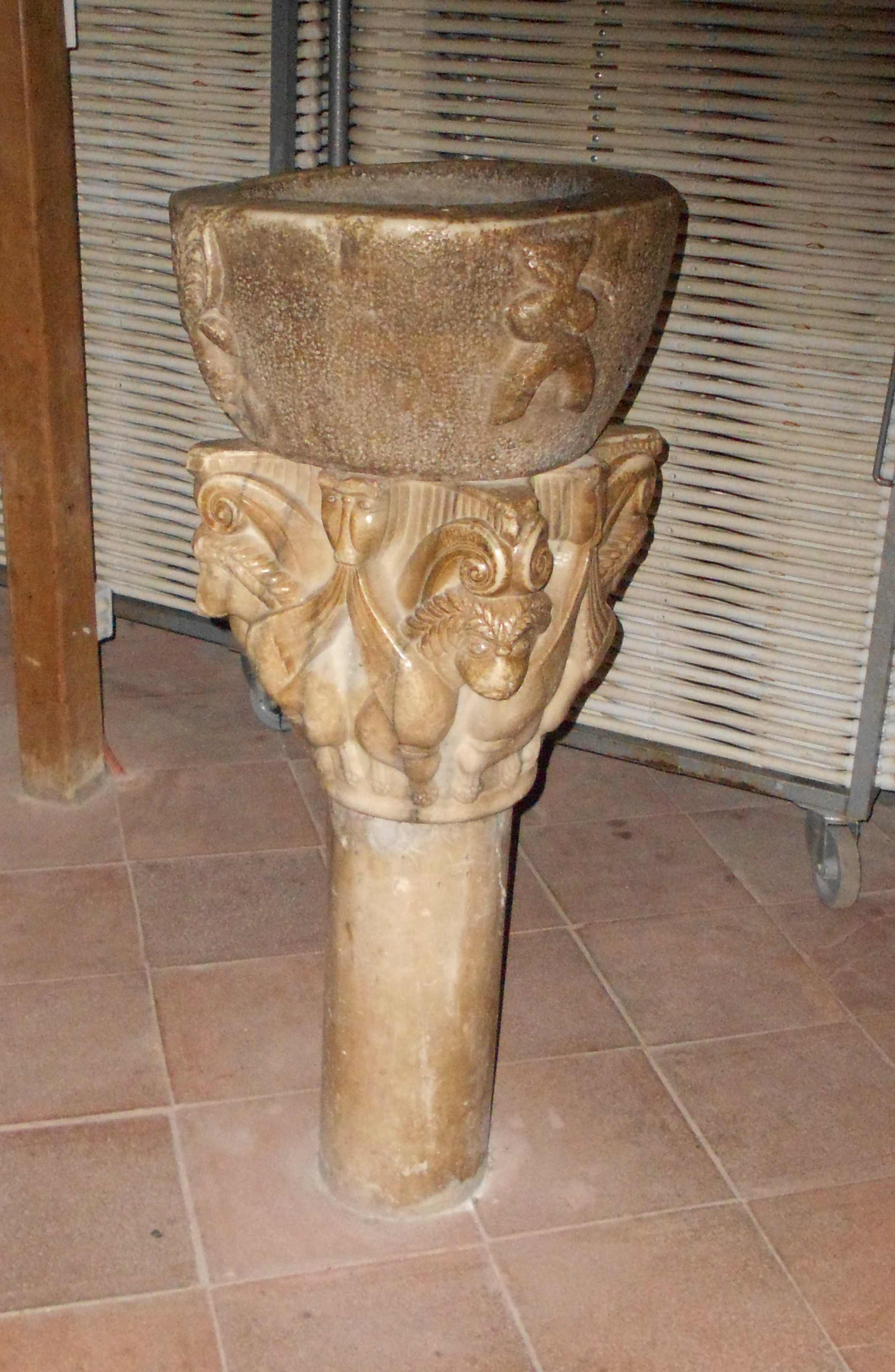
Pica beneitera romànica

L'església abacial està dedicada a Sant Miquel. Es va edificar al mateix temps que el monestir, al segle viii, ara bé, avui romanen pocs elements visibles de l'església primitiva (els seus vestigis es troben en els fonaments de l'església actual).
L'església que trobem avui remunta al segle xi, quan va ser reconstruïda després de la destrucció al segle ix o al segle x, molt semblant a la del monestir de Sant Andreu de Sureda. La volta de pedra de la nau, encara, data del segle xii. La nova consagració del 1127 està sens dubte relacionada amb aquesta darrera obra.
L'església presenta una planta en forma de creu llatina, característic de l'arquitectura romànica, amb una sola nau que desemboca en un transsepte proveït de tres absis de planta semicircular ultrapassada que es comuniquen entre ells per mitjà d'arcs molt estrets de traça preromànica. Com és habitual, l'absis central és molt més alt, ample i profund que les absidioles laterals. Damunt del creuer es dreça una torre campanar molt emmascarada per reformes posteriors. Les finestres originals són també molt primitives, obertes amb una sola esqueixada: un altre detall que ens remet a la construcció preromànica. Se'n conserven tres: una a l'absidiola nord. una altra a l'absis principal, i la tercera a l'extrem sud del transsepte. Encara un altre element ens porta a l'etapa anterior al romànic: els muntants de l'arc triomfal, que fins a tres o quatre metres d'alçada són fets de pedra picada de grans dimensions. Mostren traces evidents d'incendi.
L'anàlisi de l'aparell constructiu mostra unes primeres filades fetes de còdols disposats en filades horitzontals, damunt de les quals un altre aparell, fet també de còdols, fa veure ja una construcció del segle xi, que era coberta per una coberta de fusta damunt d'arcs de diafragma. Al XII, en el moment de fer la volta de pedra, els arcs de diafragma es converteixen en arcs torals damunt dels quals se sustenten els arcs formers de la nova volta. Aquesta construcció encegà les finestres existents al mur meridional, algunes de les quals encara es poden veure aparedades. Correspon a aquesta darrera fase de construcció la façana occidental, en la qual s'aprofità com a llinda una part d'un antic retaule, cosa que fa que aquesta llinda sigui molt anterior (porta una inscripció que ens duu al 1019-1020) al mur on és inserida.
A l'exterior, ni la nau ni els absis no presenten cap mena de decoració: tota es concentra a la façana occidental, a l'entorn de la portalada romànica.

## El mobiliari
El mobiliari de l'església consisteix bàsicament en alguns retaules barrocs, sobretot el central, de començaments del segle xvii, enterament de fusta pintada. El frontal de Sant Genís de Fontanes, un notable frontal d'altar del segle xiii signat pel Mestre Alexander (Magister Alexander: ista opera fecit), estudiat per Marcel Durliat el 1951, és actualment perdut o il·localitzable. També hi ha una pica beneitera de forma troncocònica invertida, actualment muntada damunt d'un capitell romànic procedent de Sant Andreu de Sureda. Presenta unes figures esculpides molt estilitzades en els angles.

## La façana principal
Article principal: Llinda del monestir de Sant Genís de Fontanes
A la façana de l'església destaquen nombrosos ossaris i escultures romàniques, però es coneix essencialment per la portalada de marbre blanc de Ceret, on hi ha la cèlebre llinda del mateix material; l'escultura romànica datada més antiga, segons la inscripció de l'any 24 del rei Robert, és a dir, entre l'octubre del 1019 i l'octubre del 1020. Malgrat que la talla és feta amb bisell, bàsicament en dos plans, s'hi inicia la tècnica dita dels plecs repassats: cada plec dels vestits està lleugerament en relleu sobre el següent; és el punt on comença la veritable escultura.

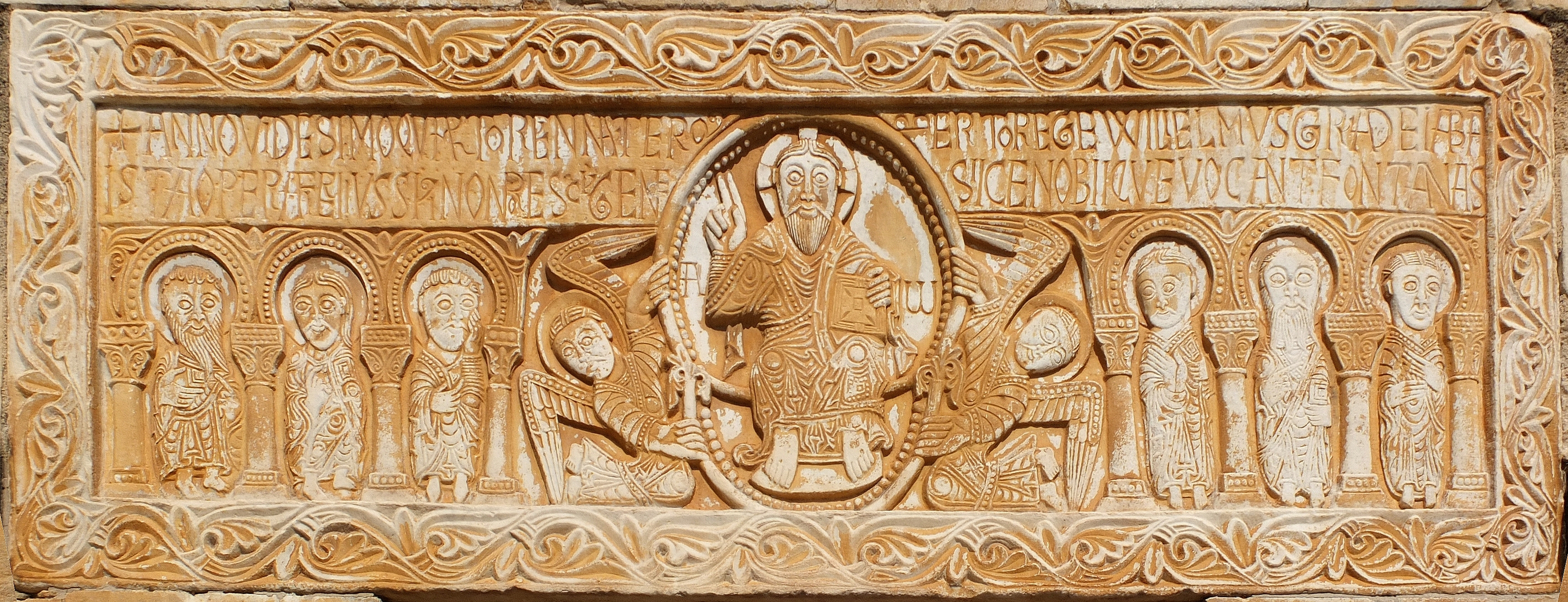
Llinda de Sant Genís de Fontanes

Semblant a la llinda de Sant Andreu de Sureda, la peça és rectangular, emmarcada tot al volt per una sanefa de palmetes a banda i banda d'una tija ondulada. En la part central, al mig, hi ha el Crist beneint, a l'interior d'una màndorla doble que és portada per uns àngels agenollats. A cada costat hi ha sengles sèries de tres apòstols, emmarcats per arcades de ferradura perlejades que parteixen d'uns capitells amb fulles estilitzades.
Hi ha una inscripció que, traduïda, diu:
| « | L'any vint-i-quatre del regne de Robert, rei, Guillem, abat per la gràcia de Déu, ordenà de fer aquesta obra en honor de sant Genís del cenobi que hom anomena Fontanes | » |

A part de la llinda de la portalada, amb tots els seus elements, la façana occidental d'aquesta església té un bell conjunt de làpides i inscripcions funeràries sobre els ossaris, que indiquen les sepultures d'uns monjos o de personalitats properes al monestir. S'hi troben dues lloses sepulcrals que representen el difunt jacent amb els braços plegats.
| Làpides sepulcrals de la façana occidental | Làpides sepulcrals de la façana occidental |
| ------------------------------------------ | ------------------------------------------ |
| Làpida sepulcral · Làpida sepulcral        | Calvari                                    |
| Làpides sepulcrals                         | Calvari                                    |

| Estàtua jacent | Estàtua jacent |
| Estàtua jacent | Estàtua jacent |

## El claustre
Article principal: Claustre del monestir de Sant Genís de Fontanes

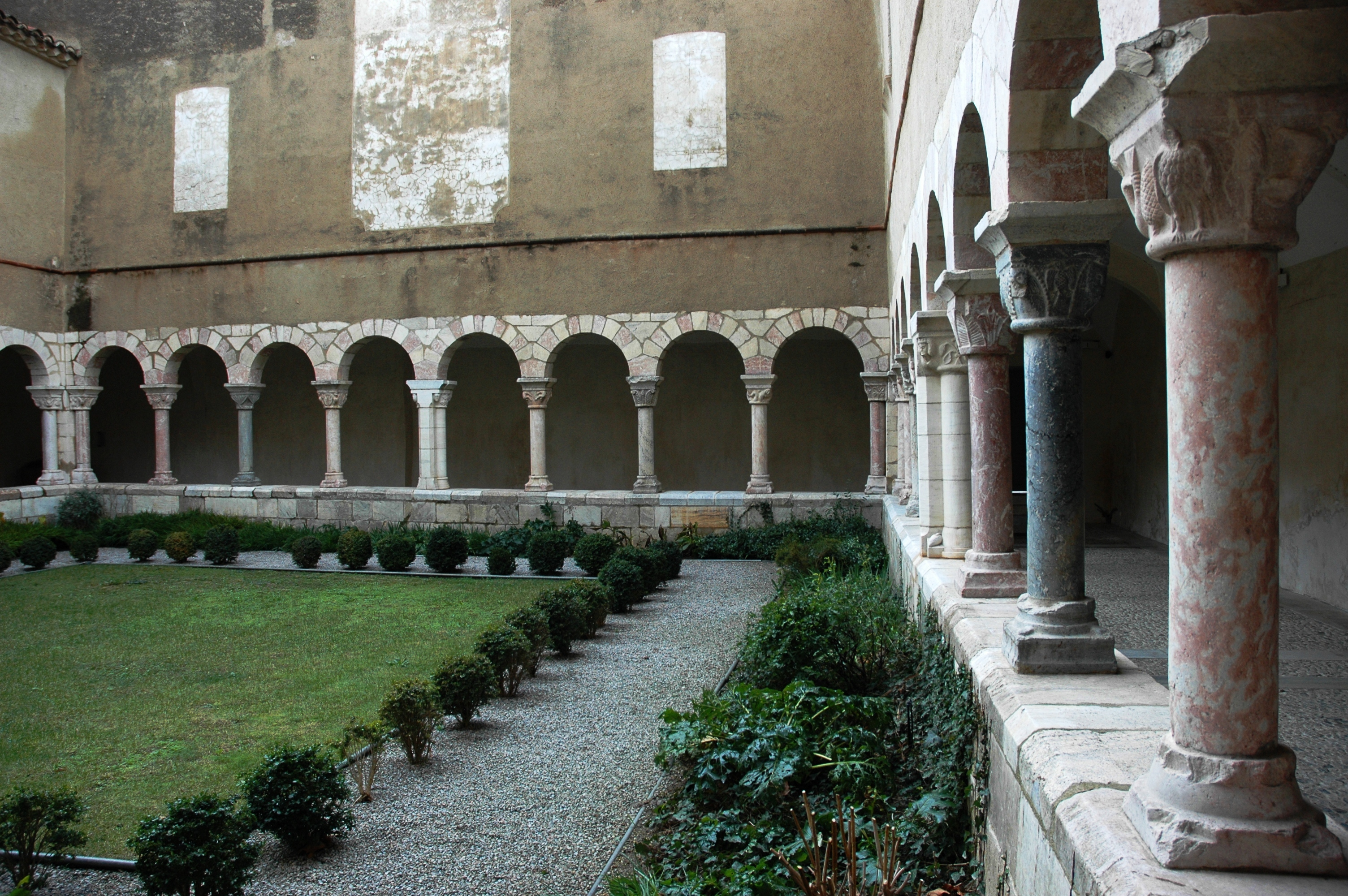
El claustre

Com ja s'ha avançat més amunt, el claustre del monestir, de marbre policromat, data dels anys 1270 - 1280. Va ser desmantellat i venut el 1924. Una petita part, mesclada amb moltes còpies, anà a parar al Philadelphia Museum of Art (EUA); una altra part, la més gran, va ser venuda al castell de Les Mesnuls, a Montfort-l'Amaury, Yvelines (Illa de França), i tres capitells al Museu del Louvre. A Sant Genís restaven onze capitells de l'angle sud-est, a l'interior d'una casa veïna. Els de Les Mesnuls van ser adquirits per l'estat i portats el 1984, amb els del Louvre, a Sant Genís, on ha estat restituït el claustre.
L'integren quatre galeries al voltant d'un pati central de planta quadrada. Cada costat consta de vuit arcades, sobre columnes i pilars cruciformes al tram central de la galeria que recolzen sobre un mur. Els capitells mostren una decoració d'estil gòtic.